# Deutsche Islamkonferenz

Logo der Deutschen Islamkonferenz

Die erste Deutsche Islamkonferenz, auch Deutsche Islam Konferenz (DIK) soll den Beginn eines langfristig angelegten Dialoges zwischen dem deutschen Staat und den in Deutschland lebenden Muslimen darstellen. Initiiert wurde sie vom früheren deutschen Innenminister Wolfgang Schäuble. Ziel der Konferenz ist nach der Darstellung des Innenministeriums, „eine bessere religions- und gesellschaftspolitische Integration der muslimischen Bevölkerung und ein gutes Miteinander aller Menschen in Deutschland, gleich welchen Glaubens“ zu erreichen.
Die Auftaktsitzung fand am 27. September 2006 im Schloss Charlottenburg (Berlin) statt. Eine Folge der Konferenz war die Gründung des Koordinierungsrates der Muslime.
Schäubles Nachfolger im Amt des Bundesministers des Innern, die Minister Thomas de Maizière, (CDU), Hans-Peter Friedrich (CSU), Horst Seehofer (CSU) und Nancy Faeser (SPD) setzten die DIK fort. Sie befindet sich seit 2022 in der fünften Phase.

## Gegenstand und Ziel
Nach eigenen Angaben verfolgt das Bundesinnenministerium das Ziel, das Verhältnis zwischen dem deutschen Staat und den in Deutschland lebenden Muslimen auf eine tragfähige Grundlage zu stellen und sie religions- und gesellschaftspolitisch besser zu integrieren. Es geht dabei nicht um das Verhältnis zwischen Islam und Christentum, sondern um das Verhältnis zwischen Staat und Religion. Der Initiator Wolfgang Schäuble betont, Ziel der Deutschen Islam Konferenz sei es einen „institutionellen Rahmen für den Dialog zwischen Menschen muslimischen Glaubens und Vertretern aller Ebenen unseres Gemeinwesens“ zu schaffen, um „die Integration der Muslime zu erleichtern und den gesellschaftlichen Zusammenhalt zu wahren.“ Er erklärte einführend: „Der Islam ist Teil Deutschlands und Teil Europas, er ist Teil unserer Gegenwart und er ist Teil unserer Zukunft. Muslime sind in Deutschland willkommen. Sie sollen ihre Talente entfalten und sie sollen unser Land mit weiter voranbringen.“ Als eigentlicher „Erfinder“ des Formats gilt der Ökonom Markus Kerber, der 2006 die erste Veranstaltung organisierte und jetzt wieder seit 2018 für die Veranstaltung zuständig ist.

### Aufbau
Das Plenum als oberstes Gremium der DIK diskutiert die Vorlagen der regelmäßig tagenden Arbeitsgruppen und des Gesprächskreises und kommt einmal im Jahr zusammen. 30 Repräsentanten des deutschen Staates sowie der Muslime in Deutschland bilden das Plenum und beraten über die Empfehlungen, die die Arbeitsgruppen geben. In der ersten Phase der DIK diskutierte das Plenum vor allem über Grundsatzfragen, um anschließend Arbeitsgruppen mit konkreten Aufträgen zu bilden. Der Bundesinnenminister ist als Gastgeber ebenfalls Teilnehmer im Plenum.
Mit der Fortsetzung unter Thomas de Maizière wird vom Plenum zunächst ein Arbeitsprogramm mit konkreten Aufgaben erarbeitet. An Stelle der Arbeitsgruppen wird ein Vorbereitungsausschuss eingerichtet, der Projektgruppen einberuft, welche die Fragestellungen des Arbeitsprogrammes bearbeiten. Der Vorbereitungsausschuss kommt drei bis vier Mal im Jahr zusammen. Die Projektgruppen befassen sich in einem zeitlich begrenzten Rahmen mit einem speziellen Thema aus dem Arbeitsprogramm (Rollenbilder, Teilhabe am Arbeitsmarkt, Prävention von Extremismen). In der aktuellen vierten Phase gibt es keine formellen Gremien und keine formellen Mitglieder in der Deutschen Islamkonferenz mehr. Unterschiedliche Formate wie Tagungen, Workshops, Expertenrunden und Projekte werden nun in Abhängigkeit des jeweiligen Themas umgesetzt.

## Erste Phase

### Arbeitsprogramm in der ersten Phase
Das Bundesministerium des Innern hatte bereits im Vorfeld drei Arbeitsfelder vorgegeben:
- Deutsche Gesellschaftsordnung und Wertekonsens (Gleichberechtigung, Familie, Erziehung, demokratische Kultur, Säkularisierung)
- Religionsfragen im deutschen Verfassungsverständnis (Trennung von Kirche und Staat, religiöse Symbole, Moscheenbau, Islamunterricht in deutscher Sprache)
- Wirtschaft und Medien als Brücke (Bildung, Ausbildung und Arbeitsmarkt, Analyse des Islambildes in Deutschland, Engagement für eine vorurteilsfreie und differenzierte Berichterstattung in den deutschen Medien)

### Struktur der ersten Phase
Auf dem Auftaktplenum der ersten Phase wurde zu diesen jedem dieser Themenfeldern eine Arbeitsgruppe mit je 25 Teilnehmern gegründet, die sich zwischen den Plena traf und die Themenfelder bearbeitete. Zudem wurde ein Gesprächskreis zum Thema „Sicherheit und Islamismus“ eingerichtet. Hier wurde an gemeinsamen Strategien zur besseren Kooperation von Sicherheitsbehörden und Muslimen gearbeitet.
Der separate Gesprächskreis „Sicherheit und Islamismus“ diskutiert Strategien gegen das Abgleiten junger Muslime in die terroristische Szene und gemeinsame Strategien zur besseren Kooperation von Sicherheitsbehörden und Muslimen.

### Teilnehmer der ersten Phase
An der Konferenz nahmen (als ständige Mitglieder) 15 Vertreter von Bund, Ländern und Kommunen sowie 15 Muslime teil, zu denen sowohl Vertreter verschiedener muslimischer Verbände in Deutschland als auch von der Bundesregierung eingeladene Einzelpersonen, darunter dezidierte Islamkritikerinnen, gehören. Den Vorsitz hatte der damalige Bundesinnenminister Wolfgang Schäuble. An den ersten Plenumssitzungen 2006 und 2007 nahmen folgende Personen teil:

#### Staatliche Vertreter
- Wolfgang Schäuble (CDU), Bundesinnenminister
- Ulrich Roppel (CDU), Abteilungsleiter im Bundeskanzleramt
- Georg Boomgaarden (SPD), Staatssekretär im Auswärtigen Amt
- Brigitte Zypries (SPD), Bundesjustizministerin
- Heinrich Tiemann (SPD), Staatssekretär im Bundesministerium für Arbeit und Soziales
- Malte Ristau-Winkler (SPD), Abteilungsleiter im Bundesministerium für Familie, Senioren, Frauen und Jugend
- Maria Böhmer (CDU), Staatsministerin und Integrationsbeauftragte der Bundesregierung
- Günther Beckstein (CSU), bayerischer Staatsminister des Innern, Innenministerkonferenz
- Ehrhart Körting (SPD), Berliner Innensenator, Innenministerkonferenz
- Ute Erdsiek-Rave (SPD), Ministerin für Bildung und Frauen des Landes Schleswig-Holstein, KMK
- Siegfried Schneider (CSU), bayerischer Staatsminister für Unterricht und Kultus, KMK
- Roland Schäfer (SPD), Präsident des DStGB, Bürgermeister von Bergkamen
- Stephan Articus (CDU), Hauptgeschäftsführer des Deutschen Städtetages
- Hans-Peter Röther (SPD), Direktor des Hessischen Landkreistages
- Hermann Schäfer (CDU), stellvertretender Bundesbeauftragter für Kultur und Medien

#### Vertreter muslimischer Organisationen
- Sadi Arslan, Botschaftsrat für religiöse Angelegenheiten der türkischen Botschaft in Berlin, Vorsitzender der Türkisch-Islamischen Union der Anstalt für Religion (DİTİB)
- Ayyub Axel Köhler (FDP), damals Vorsitzender des Zentralrats der Muslime in Deutschland (ZMD)
- Mehmet Yilmaz, Präsident des Verbandes der Islamischen Kulturzentren (VIKZ)
- Ali Kızılkaya, Vorsitzender des Islamrates für die Bundesrepublik Deutschland (IRD)
- Ali Ertan Toprak (damals Bündnis 90/Die Grünen), seinerzeit Generalsekretär der Alevitischen Gemeinde in Deutschland (AABF)

#### Nicht-organisierte Muslime
- Kenan Kolat (SPD), Vorsitzender der Türkischen Gemeinde in Deutschland (TGD)
- Nassir Djafari, iranstämmiger Experte für Entwicklungspolitik bei der Kreditanstalt für Wiederaufbau (KfW)
- Necla Kelek, türkischstämmige Islamkritikerin, Soziologin und Publizistin
- Badr Mohammed (CDU, bis 2009 SPD), Generalsekretär des Europäischen Integrationszentrums e. V.[13]
- Walid Nakschbandi, afghanischstämmiger Journalist, Geschäftsführer der zu Verlagsgruppe Georg von Holtzbrinck gehörenden TV-Produktionsfirma AVE
- Nihat Sorgec, Geschäftsführender Gesellschafter des „Bildungswerkes in Kreuzberg GmbH“
- Yakar Havva, türkischstämmige Islamkunde-Lehrerin
- Ezhar Cezairli, Zahnärztin, Vorsitzende des Deutsch-Türkischen Clubs
- Seyran Ateş (SPD), kurdischstämmige Anwältin[14]
- Feridun Zaimoğlu, türkischstämmiger Schriftsteller
- Navid Kermani, iranstämmiger Islamwissenschaftler, Journalist, Schriftsteller und Theaterregisseur

Einige Mitglieder dieses „Plenums der Dreißig“ wirkten auch in den beratenden Gremien der Islamkonferenz mit, „den drei Arbeitsgruppen und dem Gesprächskreis. In den beratenden Gremien waren insgesamt etwa einhundert weitere Fachleute und Wissenschaftler vertreten.“ Zu diesen zirka einhundert weiteren Teilnehmern der Islamkonferenz zählten unter anderem:
- Ferda Ataman (Tagesspiegel)[16]
- Emine Demirbüken-Wegner (CDU)[17]
- Janbernd Oebbecke (Universität Münster)[18]
- Mathias Rohe (Universität Erlangen-Nürnberg)[19]
- Nurhan Soykan (ZMD).[20]

### Plenarsitzungen
Es fanden vier Plenarsitzungen statt:
- Erste Plenarsitzung am 27. September 2006
- Zweite Plenarsitzung am 2. Mai 2007
- Dritte Plenarsitzung am 13. März 2008
- Vierte Plenarsitzung am 25. Juni 2009

#### Zweite Plenarsitzung, 2010
Reaktionen im Vorfeld
Schon im Vorfeld des zweiten Treffens der Islamkonferenz wuchs die Kritik. Unionspolitiker kritisierten, es gäbe kaum Resultate, konservative Religionsvertreter würden eher gegen Integration arbeiten. Markus Söder, CSU-Generalsekretär, forderte ein „lückenloses Bekenntnis“ zu den tragenden Werten des Landes:

„Ich bin dagegen, dass wir einen falsch verstandenen Dialog in Deutschland führen. Wer auf Dauer hier leben will, der muss sich zu unseren Werten bekennen. Wer sich nicht dazu bekennt, der hat hier keine Zukunft.“

Die Integrationsbeauftragte der Bundesregierung, Maria Böhmer (CDU), kritisierte die Forderung einer Minderheit von Muslimen nach getrenntem Sportunterricht für Jungen und Mädchen: „Wir werden nicht zulassen, dass eine kleine Minderheit von Rückwärtsgewandten hier die Regeln ihrer Großväter zu installieren versucht.“ Kulturelle Vielfalt sei zwar schön und bereichernd, ende aber da, wo Deutschlands Grundwerte und -rechte in Frage gestellt würden. „Die Gleichberechtigung der Geschlechter ist eines dieser nicht verhandelbaren Grundrechte.“ () Ebenso stellte Böhmer auch die Rolle des Koordinierungsrates der Muslime in Frage. Der Rat verträte von den Mitgliederzahlen her nur etwa zehn Prozent der Muslime, sagte Böhmer. Das Gremium könne damit kaum für sich in Anspruch nehmen, für die Interessen aller Muslime zu stehen.
Es erhärtete sich der Verdacht, die Verbände würden an der Konferenz nur teilnehmen, um den Status als Religionsgemeinschaft zu erhalten, der ihnen weitgehende Rechte einräume. Gegenüber den integrationspolitischen Zielen Schäubles zeige man jedoch wenig Engagement. Ayyub Axel Köhler, Sprecher des Koordinationsrates, offenbarte gegenüber der Zeit, der Rat sei für Kopftücher und werde Eltern unterstützen, die ihre Töchter vom Sportunterricht abmelden wollen.
Auch Lale Akgün, die Islam-Beauftragte der SPD, äußerte sich kritisch zum neuen „Koordinierungsrat der Muslime“. Wenn dessen vier Verbände als gemeinsamer Dachverband eine Definitionsmacht über den Islam erhielten, würde ihr das schlaflose Nächte bereiten. „Diese vier Verbände zusammen würden einen sehr konservativen Islam vertreten. Da wäre kein Platz mehr für liberale Ansichten.“ ()
Ergebnisse
Die Arbeitsgruppe „Religionsfragen im deutschen Verfassungsverständnis“ einigte sich darauf, dass die freiheitlich-rechtliche Grundordnung für alle gilt und dass jeder die Rechts- und Werteordnung der deutschen Gesellschaft akzeptiert hat.
Reaktionen auf die Ergebnisse
Die beteiligten Muslime äußerten ihr Unverständnis über den nur langsam fortschreitenden Annäherungsprozess. Aiman Mazyek mochte die Diskussion nicht bis zum „Sankt-Nimmerleins-Tag“ führen. Ayyub Axel Köhler forderte sofortige Ergebnisse, alles andere sei vertane Zeit. Im Hinblick auf Funktionäre, die über die Islamkonferenz versuchten, ihre Rolle als Repräsentanten des Islam aufzuwerten, sagte Jürgen Kaube, es wäre

„[…] eine fahrlässige Illusion zu glauben, die Islamkonferenz könne klären, wer in Deutschland für die Muslime sprechen soll. Denn die Muslime selber sind danach nicht gefragt worden. Warum nicht? Auch darum, weil sie als ‚die Muslime‘ gar nicht existieren. Nur einzelne Gruppen, die an den Diskussionstisch gebeten worden sind, haben ein starkes Interesse daran festzustellen, ihnen sei damit eine staatlich anerkannte Sprecherrolle zugeteilt worden.“

Was den Umfang ihrer Anhängerschaft angehe, übertrieben die Verbände maßlos, so Kaube. Die Mitglieder der Konferenz sind eingeladen worden, wollten sich aber als Entsandte mit Anspruch auf einen Sitz verstehen. Darin lag das Hauptproblem der zweiten Konferenz.
Ali Ertan Toprak, Sprecher der Alevitischen Gemeinde in Deutschland und damit der Vertreter von 500.000 Aleviten, versuchte das irrige Bild einer kompakten Glaubensrichtung, die jetzt endlich anerkannt werden müsse, zu zerstreuen. Er schlug in der Konferenz dem KPR vor, sich doch erst einmal nach Art seines Verbandes als Religionsgemeinschaft anerkennen zu lassen.
Kaube sah dennoch Erfolge bei der Konferenz:

„Eine der wichtigen Leistungen der Islamkonferenz ist es darum, sichtbar zu machen, mit wem man es bei denen eigentlich zu tun hat, die dem Staat Bedingungen setzen wollen, zu denen sie integrationsbereit wären.“

In dieser Hinsicht nennt er es bemerkenswert, dass der „Koordinierungsrat der Muslime“ abgelehnt hat, die Werte, auf denen das Grundgesetz ruht, als auch für Muslime konsensfähig zu bezeichnen. Die Bedeutung der Konferenz liege darin, „darauf zu bestehen, dass diese Diskrepanz zwischen politischem Beteiligungswillen, deklarierter Absicht zur Integration und Resistenz gegen die säkularen Prämissen dieses Gemeinwesens nicht akzeptabel ist.“

## Zweite Phase

### Arbeitsprogramm der zweiten Phase
In der zweiten Phase gab das Bundesministerium des Innern folgende Themenkomplexe vor:
- Etablierung einer institutionalisierten Kooperation zwischen Staat und Muslimen (Einrichtung und weiterer Aufbau von islamisch-theologischen Angeboten an öffentlichen Hochschulen, Aus- und Fortbildung von islamischen Religionsbediensteten und weiteren Multiplikatoren in islamischen Gemeinden, …)
- Geschlechtergerechtigkeit als gemeinsamen Wert leben (Frage des Zugangs zum Arbeitsmarkt und den damit verbundenen Schwierigkeiten, patriarchalisch geprägten Rollenbildern, …)
- Prävention von Extremismus, Radikalisierung und gesellschaftlicher Polarisierung (Förderung der Toleranz, Abbau von Vorurteilen und Feindbilder, …)

#### Struktur in der zweiten Phase
1. Plenum
Das Plenum als oberstes Gremium berät über die Arbeit und Vorschläge des Vorbereitungsausschusses und der Projektgruppen. Es kommt einmal im Jahr zusammen.
2. Vorbereitungsausschuss
An Stelle der Arbeitsgruppen in der ersten Phase der DIK ist seit 2010 der Vorbereitungsausschuss dafür zuständig Empfehlungen auszuarbeiten über die anschließend im Plenum beraten wird.
3. Vier Projektgruppen
Die Projektgruppen werden vom Vorbereitungsausschuss einberufen und behandeln ein spezielles Themengebiet über einen begrenzten Zeitraum. Der Vorbereitungsausschuss setzte vier Projektgruppen ein:
- Präventionsarbeit mit Jugendlichen: gemeinsames Verständnis der Phänomene Muslimfeindlichkeit und Antisemitismus unter muslimischen Jugendlichen und islamistischem Extremismus schaffen, Methoden und Instrumente der Präventionsarbeit entwickeln, praktische Erfahrungen in der Verhinderung von Muslimfeindlichkeit, islamistischem Extremismus und Antisemitismus unter muslimischen Jugendlichen austauschen, Demokratie- und Toleranzförderung.[28]
- Fortbildung von religiösem Personal: Fortbildung in den Bereichen Sprache und Gesellschaft, Integration und Partizipation muslimischer Migranten fördern, Moscheen und Kommunen interkulturell öffnen.[29]
- Rollenbilder in muslimischen Milieus: Geschlechtergerechtigkeit, Auseinandersetzung mit verschiedenen Rollenbildern, Rollenerwartungen.[30]
- Bessere Integration von Muslimen in den Arbeitsmarkt: Förderung der Teilhabe von Muslimen am Arbeitsmarkt, Förderung von Geschlechtergerechtigkeit am Erwerbsleben und den dazu befähigenden Bildungsangeboten, Benachteiligungen auf dem Arbeitsmarkt.[31]

### Teilnehmer der zweiten Phase
Erstmals teilnehmende, muslimische Personen waren 2010:
- Hamed Abdel-Samad, Islamkritiker, Politologe und Autor[33]
- Bernd Ridwan Bauknecht, Religionslehrer[34]
- Sineb El Masrar, Herausgeberin und Chefredakteurin[35]
- Gönül Halat-Mec, Rechtsanwältin[36]
- Abdelmalik Hibaoui, Imam[37]
- Hamideh Mohagheghi, Theologin[38]
- Armina Omerika, Islamwissenschaftlerin (2010–2011)
- Bülent Ucar, Professor für Islamische Religionspädagogik[39]
- Turgut Yüksel, Soziologe[40]
- Tuba Isik, Doktorandin (Theologie und Religionswissenschaft)[41]
- Ahmad Mansour, freier Autor[42]

### Einzelne Plenarsitzungen

#### Erste Plenarsitzung, 2010
Am 17. Mai 2010 eröffnete Bundesinnenminister Thomas de Maizière die erste Plenarsitzung der zweiten Arbeitsphase der Deutschen Islamkonferenz. Die Teilnehmer verabschiedeten ein elfseitiges Arbeitsprogramm für die Legislaturperiode 2009 bis 2013. Im Mittelpunkt stand die Teilhabe und Integration von Muslimen in Deutschland.
Unter dem Themenschwerpunkt „Institutionalisierte Kooperation und integrationsbezogene Projektarbeit“ förderte die DIK islamisch-theologische Hochschulangebote sowie die Einführung des islamischen Religionsunterrichts. Im Themenkomplex „Geschlechtergerechtigkeit als gemeinsamen Wert leben“ wurde die Studie „Rollenbilder in muslimischen Milieus“ in Auftrag gegeben. Unter der Themenstellung „Prävention von Extremismus, Radikalisierung und gesellschaftlicher Polarisierung“ debattierten die Teilnehmer, wie muslimfeindliche Einstellungen sowie Radikalisierung verhindert werden können.

#### Zweite Plenarsitzung, 2011
In der Plenarsitzung am 29. März 2011 berieten die Teilnehmer zu Fragen der Förderung des muslimischen Religionsunterrichts sowie der Entwicklung eines Leitfadens für die Fortbildung von religiösem Personal und weiteren Multiplikatoren islamischer Gemeinden.
Das mediale Interesse fokussierte sich jedoch auf die Äußerungen des erstmals teilnehmenden neuen Bundesinnenministers Hans-Peter Friedrich (CSU), dass zwar die in Deutschland lebenden Muslime, nicht aber der Islam an sich zu Deutschland gehöre. Friedrich nahm damit Bezug auf einen Satz in einer Rede des damaligen Bundespräsidenten Christian Wulff am 2. Oktober 2010. Der Satz war öffentlich breit rezipiert und diskutiert worden; er lautete '[…] der Islam gehört inzwischen auch zu Deutschland' (Näheres und Quelle hier).
Friedrich erhob die Forderung nach einer – als eigenständige Initiative außerhalb der Islam Konferenz gedachten – „Sicherheitspartnerschaft“ zwischen Muslimen und Staat, um „Familien, Glaubensbrüder und Vereinskameraden“ präventiv gegen islamistische Tendenzen im privaten Umfeld zu sensibilisieren. Dies wurde von muslimischen Vertretern auf der Konferenz als Populismus und Förderung einer Kultur der Denunziation in den islamischen Gemeinden kritisiert. Neun der zehn muslimischen Einzelpersonen, die an der Islamkonferenz teilnahmen, darunter auch der Bundesvorsitzende der Türkischen Gemeinde in Deutschland Kenan Kolat und der Vorsitzende des Zentralrats der Muslime in Deutschland Aiman Mazyek, unterzeichneten eine gemeinsame Protesterklärung, dass mit Friedrichs Äußerungen „die vielfältigen Erscheinungsformen des Islams in Deutschland wieder einmal auf extremistisches Potential und Gefahrenmomente reduziert“ würden.

#### Dritte Plenarsitzung, 2012
Schwerpunkt der dritten Plenarsitzung der Deutschen Islamkonferenz am 19. April 2012 bildete die Auseinandersetzung mit den Zwischenergebnissen der Projektgruppen „Rollenbilder in muslimischen Milieus“ sowie die Teilhabe von Muslimen am Arbeitsmarkt. Das Bundesamt für Migration und Flüchtlinge und das Zentrum für Türkeistudien stellten die DIK-Studie „Islamisches Gemeindeleben in Deutschland“ vor, welche erstmals umfassend Daten zu Moscheegemeinden in Deutschland liefert. Mit der Erklärung „Geschlechtergerechtigkeit als gemeinsamen Wert leben“ setzte die DIK ein Zeichen gegen häusliche Gewalt und Zwangsverheiratung. Eine Fachtagung der DIK zum Thema „Muslime und Arbeitsmarkt: Vielfalt fördern, Potenziale besser nutzen“ beschäftigte sich im Vorfeld der Plenarsitzung mit den Chancen von Muslimen auf dem Arbeitsmarkt. Die Projektgruppe „Bessere Integration von Musliminnen und Muslimen in den Arbeitsmarkt“ stellte ihre Ergebnisse in einer gleichnamigen Broschüre zusammen und präsentierte sie den Konferenzteilnehmern. Der Innenminister eröffnete außerdem den Jugendwettbewerb der Deutschen Islamkonferenz „Erfolgsgeschichten“, der Jugendliche dazu aufrief sich mit erfolgreichen Berufsbiographien von Muslimen künstlerisch auseinanderzusetzen.

#### Vierte Plenarsitzung, 2013
Am 7. Mai 2013 trat die Deutsche Islamkonferenz zum letzten Mal in der Legislaturperiode 2009–2013 (17. Deutscher Bundestag, Kabinett Merkel II) zusammen. Im Zentrum der Plenarsitzung stand die Arbeit der AG Präventionsarbeit mit Jugendlichen. Um gesellschaftlicher Polarisierung vorzubeugen, hatte die DIK eine Initiative gegründet, durch die bis Mai 2015 verstärkt Projekte gefördert werden, die Muslimfeindlichkeit, Antisemitismus und religiös begründetem Extremismus unter Jugendlichen begegnen. Die mediale Berichterstattung konzentrierte sich auf die Bedenken der muslimischen Verbände, welche kritisierten, dass Themen wie Sicherheit und Extremismus die Konferenz dominierten. Der nordrhein-westfälische Minister Guntram Schneider schloss sich der Kritik von Islamverbänden an, die die Ausrichtung der Konferenz kritisiert hatten. Innenminister Hans-Peter Friedrich habe den Schwerpunkt der Konferenz auf die Extremismusbekämpfung gelegt. Die Deutsche Islamkonferenz sei aber keine Konferenz zu Fragen der Inneren Sicherheit.

## Dritte Phase

### Arbeitsprogramm und Ergebnisse der dritten Phase
Für die Legislaturperiode des 18. Deutschen Bundestags haben das Bundesinnenministerium und die an der Deutschen Islamkonferenz teilnehmenden Verbände in einer Auftaktsitzung am 24. März 2014 zwei Themen auf das Arbeitsprogramm gesetzt:
- Wohlfahrtspflege als Thema der gesellschaftlichen Teilhabe
- Seelsorge als Thema der Religionsausübung und religionsrechtlichen Teilhabe

Als politisches Gremium arbeitet ein Lenkungsausschuss. Ein Arbeitsausschuss, dem auch Experten aus der Wissenschaft, den Wohlfahrtsverbänden und den Kirchen angehörten, hat zur Wohlfahrtspflege und zur muslimischen Anstaltsseelsorge Ergebnisse und Empfehlungen erarbeitet. Zudem gab es regelmäßige öffentliche Konferenzen.

### Teilnehmer der dritten Phase
Islamische Verbände und Migrantenorganisationen:
- Ahmadiyya Muslim Jamaat (AMJ)
- Alevitische Gemeinde Deutschlands (AABF)
- Islamische Gemeinschaft der Bosniaken in Deutschland (IGBD)
- Islamrat für die Bundesrepublik Deutschland (IRD)
- Türkische Gemeinde in Deutschland (TGD)
- Türkisch-Islamische Union der Anstalt für Religion (DITIB)
- Verband der Islamischen Kulturzentren (VIKZ)
- Zentralrat der Marokkaner in Deutschland (ZMaD)
- Zentralrat der Muslime in Deutschland (ZMD)

## Vierte Phase

### Arbeitsprogramm der vierten Phase
Die vierte Phase der Deutschen Islam Konferenz startete Ende November 2018 in Berlin mit einer Auftaktveranstaltung, in deren Rahmen Bundesinnenminister Horst Seehofer vor über 200 Teilnehmern eine Grundsatzrede hielt. Vertreten war ein breites Spektrum der muslimischen Zivilgesellschaft in Deutschland, u. a. Vertreter von Moscheedachverbänden, verbandsunabhängigen Organisationen und kleineren Initiativen. Dazu kamen Wissenschaftler, Experten und Praktiker, Repräsentanten der Verwaltung auf Bundes- und Länderebene inklusive Kommunen, der Kirchen und des jüdischen Lebens in Deutschland.
An diesen Auftakt knüpft aktuell ein Folgeprozess an, der einen integrations-, einen religions- und einen gesellschaftspolitischen Schwerpunkt hat.
Im Rahmen des integrationspolitischen Schwerpunkts wird die Praxiswirkung der Deutschen Islamkonferenz mit dem neuen basisnahen und in den Alltag hineinwirkenden Förderansatz „Moscheen für Integration – Öffnung, Vernetzung, Kooperation“ ausgeweitet. Der Förderansatz soll die Integrationsarbeit der islamischen Gemeinden stärken und sie dabei unterstützen, sich in die Nachbarschaften zu öffnen.
Im Zentrum des religionspolitischen Schwerpunkts steht die Beschäftigung mit Fragen und Perspektiven der Ausbildung religiösen Personals islamischer Gemeinden. Nach dem Aufbau universitärer Zentren für islamische Theologie liegt der Fokus jetzt auch auf der praktischen Schulung von geistlichem Personal im Anschluss an eine akademische Ausbildung. Hier wird in Form von Expertentagungen und Expertisen u. a. erörtert und untersucht, ob bzw. unter welchen Voraussetzungen und in welcher Form Staat und religiöse Gemeinschaften bei der Ausbildung von religiösem Personal kooperieren können.
Als Teil ihres gesellschaftspolitischen Schwerpunkts widmet sich die Deutsche Islam Konferenz dem Austausch über die Prävention von Antisemitismus und Muslimfeindlichkeit und der Förderung des innermuslimischen Dialogs. Auf der Grundlage ihrer bestehenden Ergebnisse leistet sie einen Beitrag zur Vorbeugung gesellschaftlicher Polarisierung, indem die öffentliche Wahrnehmung gelungener Projekte in den genannten Bereichen gestärkt und der Austausch zwischen muslimischen und jüdischen Gemeinschaften gefördert wird.

### Struktur
Die DIK versteht sich in der 19. Legislaturperiode als Rahmen für eine – auch maßgeblich – innermuslimische Debatte über Fragen der Identitätsfindung und damit verbunden der Selbstorganisation von Muslimen in Deutschland. Diesen Prozess soll die DIK befördern und begleiten.
Die aktuelle DIK wirkt hierbei praktischer und konzentriert sich stärker auf den Alltag und die Integration vor Ort. Es gibt keine festen Gremien und Mitgliedschaften mehr, sondern themen- und anlassbezogene Veranstaltungen, Kooperationen und Förderungen. Beispiele sind ein Workshop zur Islam- und Muslimfeindlichkeit und eine Expertentagung zur Ausbildung von religiösem Personal islamischer Gemeinden.
Übergreifendes Ziel der DIK ist und bleibt, einen Beitrag dazu zu leisten, dass ein Islam in, aus und für Deutschland entstehen kann, ein Islam der Muslime in Deutschland.

## Fünfte Phase

### Konzeption der fünften Phase
Am 5. Mai 2022 erklärte Bundesinnenministerin Nancy Faeser, dass sie die DIK als das „zentrale Forum für den Dialog des Staates mit Musliminnen und Muslimen“ fortsetzen möchte. Mit rund 40 Vertretern islamischer Dachverbände und Organisationen wurde begonnen, die zukünftige Arbeit in drei Themenfeldern zu konzipieren. Dabei handelt es sich um die Themen „Gesellschaftlichen Zusammenhalt fördern“, „Gruppenbezogene Menschenfeindlichkeit verhindern“ und „Strukturen muslimischer Selbstorganisation stärken“.

## Kritik

### Einfluss der „Kuffar“ (Ungläubigen)
Interessengruppen des radikalen Islam kritisierten die Deutsche Islamkonferenz aus islamistischer Sicht. Im Jahr 2007 hatte die Website www.muslimrecht.org (heute abgeschaltet) eine Kampagne gegen die Deutsche Islamkonferenz begonnen. Die Grundthese des Aufrufs war, dass die Islamkonferenz zum Ziel habe, einen „deutschen Islam“ zu erschaffen, der für Muslime bedeute, sich im Zweifelsfall an das deutsche Grundgesetz und die deutsche Verfassungs- und Rechtsordnung zu binden und nicht an den Koran oder die Sunna. Die Islamkonferenz wurde auf der Homepage als „Versuch, die Grundwerte der Muslime zu zerstören und die Muslime zu säkularisieren“ bewertet. Einen solchen Versuch lehnten die Webseitenbetreiber ab, da er insbesondere die Beleidigung Gottes und Mohammeds erlaube.
Die Initiatoren der Konferenz wurden als „Kuffar“ (Ungläubige) bezeichnet. Die Homepage hatte dazu aufgerufen, Muslime sollen Gott bitten, dass er die „schlimmen Pläne“ der „Ungläubigen“ „zunichte macht“. Die Website war laut Verfassungsschutz Baden-Württemberg möglicherweise eine Internetplattform der 2003 verbotenen Hisb at-Tahrir.

### Einfluss ausländischer Regierungen
Ahmad Mansour kritisierte, dass seit 2013 alle muslimischen Einzelpersonen ausgeladen worden seien; geblieben seien fast nur reaktionäre, konservative Verbände. Salafismus, die Radikalisierung von Jugendlichen, Frauenrechte – in der Islamkonferenz würden alle problembelasteten Themen vermieden. Wer beispielsweise die in muslimischen Familien verbreitete Angstpädagogik kritisiere oder dass Texten blind gefolgt werde (anstatt sie in ihren historischen und lokalen Kontext zu stellen) werde als islamophob diffamiert. Deutsche Behörden müssten ihre Naivität ablegen und sich mit den Inhalten z. B. von Präventionsarbeit auseinandersetzen. In der Islamkonferenz vertretene Verbände hätten ihre Strukturen in Saudi-Arabien oder in der Türkei und verfolgten politische Interessen.
Hamed Abdel-Samad kritisierte, dass ausländischen Regierungen oder Bewegungen wie den Muslimbrüdern noch mehr Einfluss gegeben werde. Die Regierung betreibe keine Integrationspolitik, sondern „Selbstaufgabe“.
Die Bundestagsabgeordnete Sevim Dagdelen (Die Linke) warf der Bundesregierung mangelnde Konsequenz im Umgang mit türkischen Rechtsextremisten vor, die über den Zentralrat der Muslime an der Deutschen Islamkonferenz beteiligt würden.

### Beratungsresistenz der Bundesregierung
Im Jahr 2020 erklärte Hamed Abdel-Samad, dass er an zukünftigen Sitzungen der Deutschen Islamkonferenz nicht mehr teilnehmen werde. Seit 2014 gab es nur Organisationen als Mitglieder und ab 2018 keine festen Mitgliedschaften. Er erklärte, die Regierung sei für die politische Aufwertung von DITIB und dem Zentralrat der Muslime verantwortlich, und somit mitverantwortlich für den „Aufbau von Erdoğan-Kult und für die Stärkung des politischen Islam“. Er habe bei der Deutschen Islamkonferenz „ehrenamtlich zehn Jahre als Zaungast mitgespielt, doch unsere Regierung ist in Sachen Islam nicht beratbar“. Das Bundesinnenministerium wies die Kritik zurück.

### Mangelhafte Zieldefinition, Wirtschaftlichkeit und Finanzkontrolle
Im Humanistischen Pressedienst wurde 2021 kritisiert, dass es erhebliche Mängel bei der Definierung der Ziele, Wirtschaftlichkeit und Finanzkontrolle gebe. Die Bundesregierung betreibe auf exekutiven Schleichwegen eine unzulässige Islamfinanzierung und die Stärkung des Politischen Islam.

### „Selbstbestimmung statt Gruppenzwang“
Als Gegenveranstaltung zur Deutschen Islamkonferenz wurde die Kritische Islamkonferenz vom Zentralrat der Ex-Muslime und der Giordano-Bruno-Stiftung gegründet. Dort wurde kritisiert, dass die Deutsche Islamkonferenz „das Individuum auf eine religiöse Gruppenidentität“ reduziere und die „Entwicklung von Parallelgesellschaften“ fördere. Im Jahr 2008 fand die erste Konferenz unter dem Motto „Aufklären statt verschleiern“ statt, im Mai 2013 die zweite unter dem Motto „Selbstbestimmung statt Gruppenzwang. Gegen Islamismus und Fremdenfeindlichkeit“.

### Rechtsanmaßung der Bundesregierung
Die Deutsche Islamkonferenz sei eine Rechtsanmaßung der Bundesregierung und gehöre aufgelöst, da das staatliche Verhalten zu den Kirchen und Religionsgemeinschaften in den Kompetenzbereich der Länder und nicht des Bundes falle, stellte Matthias Buth im Jahr 2020 im Deutschlandfunk fest. Buth war bis Ende 2016 Justiziar im Bundeskanzleramt.

### Forderung nach Beendigung und Überführung in die reguläre Integrationspolitik
Im Januar 2025 forderte der „Arbeitskreis Politischer Islam“ (AK Polis) mit Lale Akgün (SPD), Ali Ertan Toprak (CDU) und weiteren namentlich erwähnten bekannten Persönlichkeiten wie Hamed Abdel-Samad, Seyran Ateş, Ralph Ghadban, Necla Kelek, Ahmad Mansour und Sineb El Masrar die Beendigung der Deutschen Islamkonferenz nach Ablauf der fünften Phase und die Überführung in die reguläre Integrationspolitik. Akgün traf in Die Welt die Aussage, es sei „von Anfang an kaum mehr als ein Presseereignis (gewesen), das reaktionäre Islamverbände salonfähig gemacht hat.“